# Дэнзел
Йохан Вэм (нидерл. Johan Waem.), наиболее известный как Danzel (нидерл. Danzel; род. 9 ноября 1976, Беверен, Бельгия) — бельгийский музыкант в жанрах хаус и европоп, широко известный благодаря своим cover-версиям треков Pump it up, You Spin Me Round (Like a Record).

## Биография
Дэнзел родился 9 ноября 1976 года (настоящее имя — Йохан Вэм) в городе Беверен. Свою музыкальную карьеру он начал, став финалистом в теле-конкурсе «Бельгийский Идол» в 2003 году. Когда ему было 15 лет, он и его друзья сформировал поп-рок-группы «Scherp Op Snee» или «SOS», в котором он пел и играл на бас-гитаре. Помимо того, он был бэк-вокалистом в «L.A. Band», который выступал на концертах со многими известными бельгийскими артистами. Дэнзел играет на гитаре, бас-гитаре и пианино и, также он сочиняет и записывает свою собственную музыку и сочиняет слова для них.
Сингл «Pump It Up!» 2004 года занял 11-м место в UK Singles Chart и 6-е место в чарте «Еврохит Топ 40» Европы Плюс.

## Дискография

### Студийный альбомы
- 2004 — The Name of the Jam
- 2008 — Unlocked

### Синглы
| Год  | Синглы                              | Места в чартах | Места в чартах | Места в чартах | Места в чартах | Места в чартах | Места в чартах | Места в чартах | Места в чартах | Места в чартах | Места в чартах | Места в чартах | Места в чартах |
| Год  | Синглы                              | AUT            | BEL            | DEN            | FRA            | GER            | IRE            | ITA            | NLD            | RUS            | SWE            | SWI            | UK             |
| ---- | ----------------------------------- | -------------- | -------------- | -------------- | -------------- | -------------- | -------------- | -------------- | -------------- | -------------- | -------------- | -------------- | -------------- |
| 2003 | «You Are All of That»               | 30             | 9              | —              | 34             | 24             | —              | —              | 61             | 21             | —              | 49             | —              |
| 2004 | «Pump It Up!»                       | 3              | 5              | 8              | 6              | 4              | 8              | 10             | 16             | 6              | 52             | 5              | 11             |
| 2005 | «Put Your Hands Up in the Air!»     | 56             | 34             | 14             | 40             | 52             | —              | —              | 77             | 33             | —              | 74             | —              |
| 2006 | «My Arms Keep Missing You»          | —              | 15             | —              | —              | —              | —              | —              | —              | -              | —              | —              | —              |
| 2007 | «You Spin Me Round (Like a Record)» | —              | 32             | —              | —              | —              | —              | —              | —              | 21             | —              | —              | —              |
| 2007 | «Jump»                              | —              | —              | —              | —              | —              | —              | —              | —              | -              | —              | —              | —              |
| 2008 | «Clap Your Hands»                   | —              | 64             | —              | —              | —              | —              | —              | —              | -              | —              | —              | —              |
| 2008 | «What Is Life»                      | —              | —              | —              | —              | —              | —              | —              | —              | -              | —              | —              | —              |
| 2010 | «Under Arrest»                      | —              | 30             | —              | —              | —              | —              | —              | —              | -              | —              | —              | —              |
| 2014 | «Upside Down» [Mirami feat.]        |                |                |                |                |                |                |                |                |                |                |                |                |
| 2015 | «Stronger»                          | —              | —              | —              | —              | —              | —              | —              | —              | -              | —              | —              | —              |